# 13 août 1937
Le vendredi 13 août 1937 est le 225e jour de l'année 1937.

## Naissances
- Liu Dehai, joueur de pipa chinois
- Maco Tevane (mort le 21 août 2013), personnalité politique et journaliste tahitien engagé dans la sauvegarde de la culture polynésienne
- Omar Ricciardi, sculpteur argentin
- Robert Fraser (mort le 27 janvier 1986), marchand d'art londonien

## Décès
- Alexandre Voronski (né le 8 septembre 1884), écrivain russe
- Marcel Mérieux (né le 16 janvier 1870), biochimiste français
- Sigismund Levanevski (né le 15 mai 1902), pilote d'avion russe d'origine polonaise

## Événements
- Début de la bataille de Shanghai
- Chute de Rafael Franco au Paraguay à la suite d'une conspiration militaire. Le maréchal José Félix Estigarribia, vainqueur de la guerre du Chaco, impose une dictature et devient président en 1939.